# Baganga Bay Protected Landscape and Seascape
Koordinaten: 7° 29′ N, 126° 32′ O

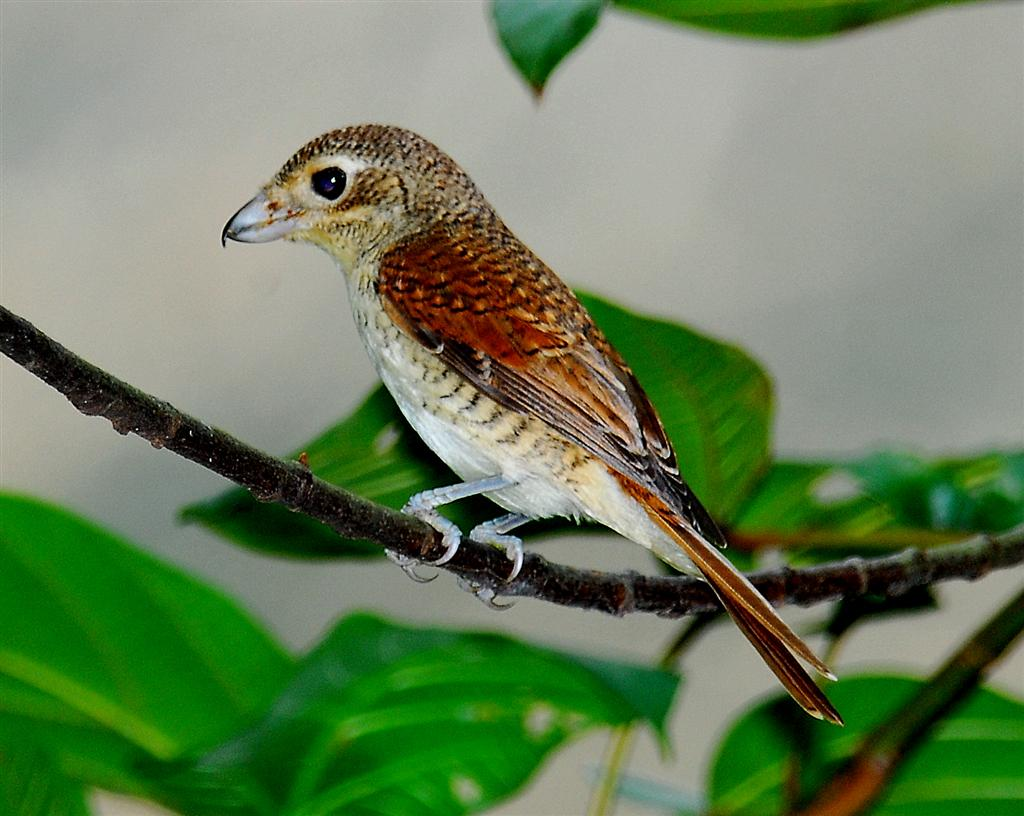
Der Tigerwürger

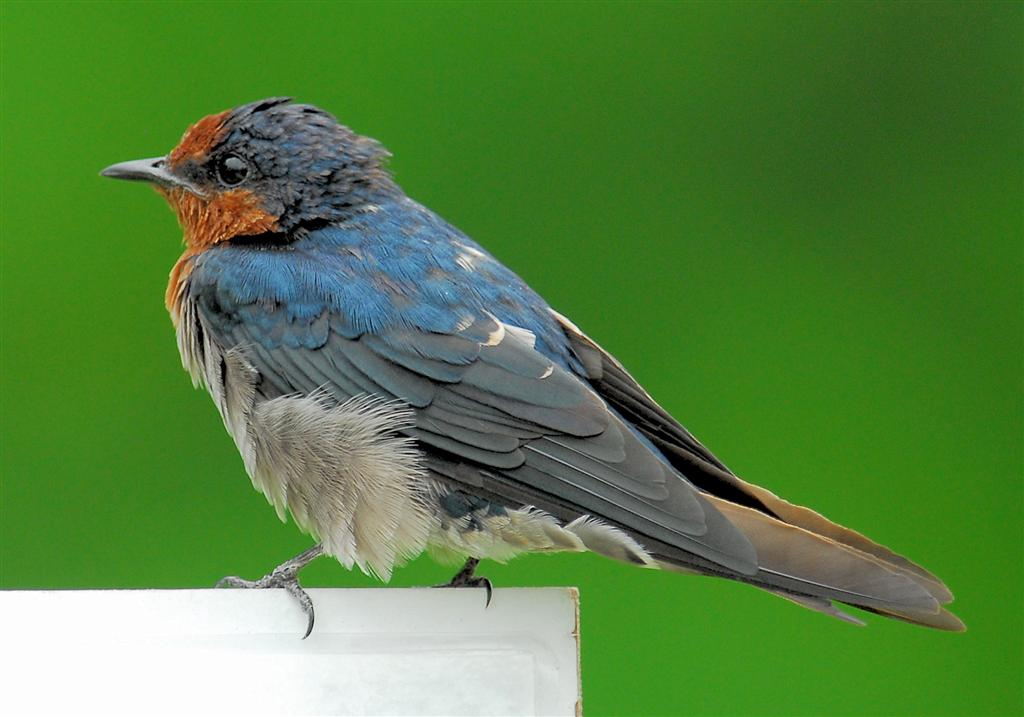
Die Südseeschwalbe

Das Naturschutzgebiet Baganga Bay Protected Landscape and Seascape liegt an der Pazifikküste der Insel Mindanao. Es gehört zur Provinz Davao Oriental auf den Philippinen. Das Naturschutzgebiet erstreckt sich entlang der Küste in der Gemeinde Baganga auf einer Fläche von 20.500 Hektar und schließt die Barangays Baculin, Ban-ao, Bobonao, Central, Dapnan, Kinablangan, Lambajon, Salingcomot, San Victor, Lucod and Saoquegue mit ein. Die Gemeinde Baganga liegt etwa 294 km entfernt vom internationalen Flughafen Davao City und ist über Mati City, entlang die Küstenstraße zu erreichen.
Das Naturschutzgebiet wurde im Dezember 1981 mit dem Erlass 2152 etabliert und wurde 1992 in das Republikgesetz 7586 (NIPAS-Gesetz) mit aufgenommen.
Die Topographie im landseitigen Naturschutzgebiet ist generell flach und hat für Mangrovengebiete typische Bodenzusammensetzung aus Schwemmerden, die durch den Wechsel von Ebbe und Flut zeitweise mit brackigen Wasser überflutet werden. Der Mangrovenbestand des Schutzgebietes setzt sich aus folgenden Arten zusammen: dem Bakuan, dem Piapi (Avicennia marina), Pototanc (Bruguiera sexangula), dem Tabici (Xylocarpus granatum) und der Langarai (Bruguiera parviflora).
In diesem Gebieten haben insgesamt 10 Flüsse und Bäche, die aus den höheren Bergregionen kommend, ihr Mündungsgebiet. Es sind die Flüsse Languyon, Kinablang, Daquit, Ban-ao, Baganga, Mahanub, Dapnan und die Bäche Kiagbaan, San Victor und der Cadugungan.
In diesem Naturschutzgebiet kommen folgende Arten von Vögeln vor: die Südseeschwalbe, die Rauchschwalbe, der Braunwürger, der Tigerwürger (Lanius tigrinus), die Gebirgsstelze, die Baumstelze, der Reisfink, den philippinischen Weißwangengimpel, den Grabb (Corvus enca samarensis), den Braunkehl Nektarvogel, der philippinische und dem kleinen Mistelfresser, dem Gebirgs Brillenvogel, dem Schwarzkopfpirol, dem philippinischen Bülbül, drei Eisvogelarten, dem philippinischen Cuckoo, dem Mangrovenblauschnäpper und dem Philippine Frogmouth (Batrachostomus septimus).
Im Naturschutzgebiet leben nur wenige Säugetiere, wie der Javaneraffe. Unter den Reptilien findet sich der Bindenwaran.
Das marine Schutzgebiet umfasst außer den Mangrovenwäldern noch flache Korallenbänke und Seegraswiesen.